# Jelena Bodražić

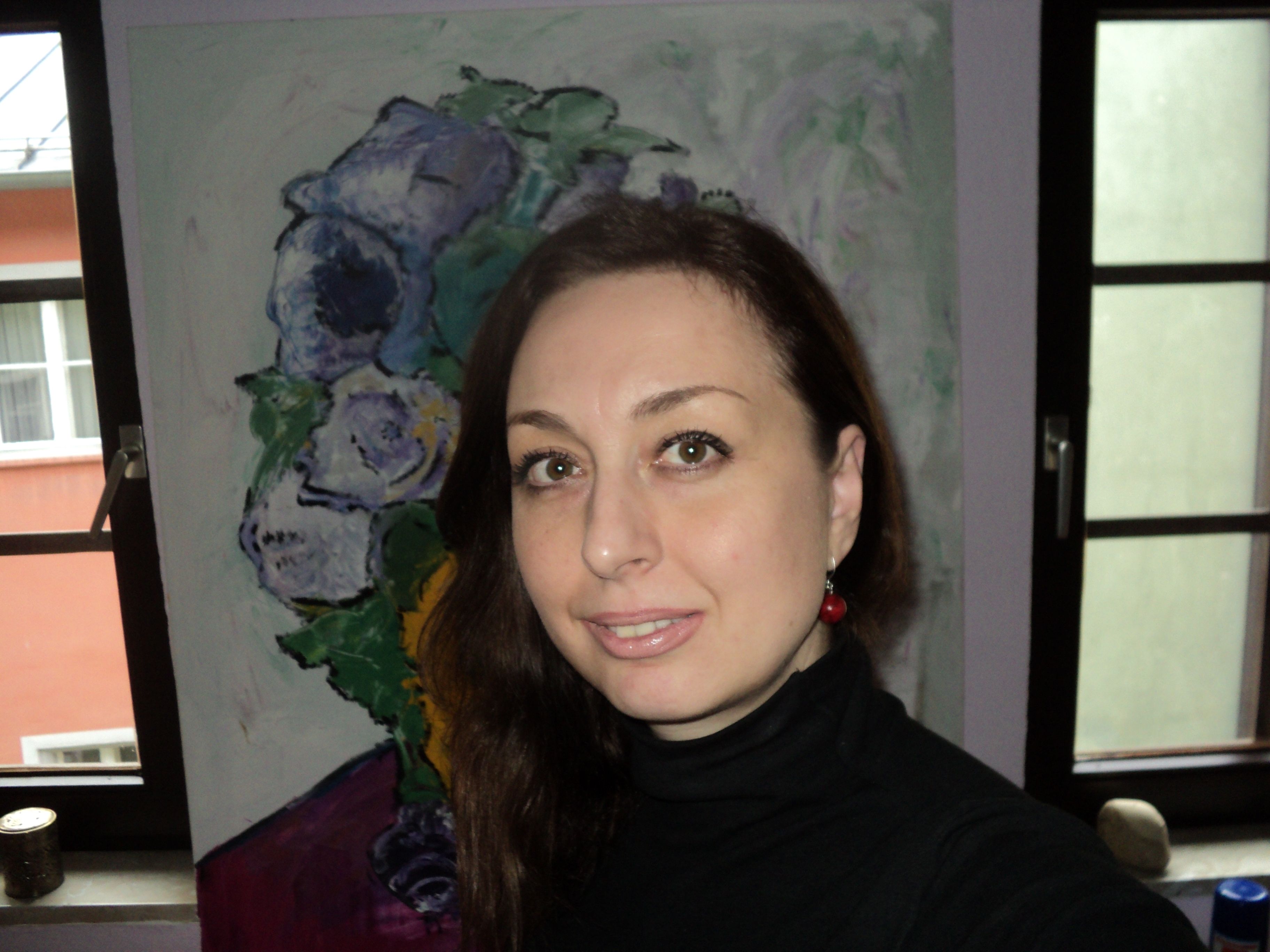
Jelena Bodražić (2012)

Jelena Bodražić (serbisch-kyrillisch Јелена Бодражић; * 22. Dezember 1971 in Bačka Palanka, SFR Jugoslawien) ist eine serbische Opern- und Konzertsängerin (Mezzosopran).

## Leben
Jelena Bodražićs Vater ist Ingenieur für Agrarwirtschaft und die Mutter ist Lehrerin für Serbisch. Ihr Bruder ist Wasserballspieler Zivko Bodražić. Bevor sie ihre Gesangsausbildung begann, spielte sie als professionelle Basketballspielerin in der ersten Liga der damaligen Republik Jugoslawien. Sie wurde vom Dirigenten Radivoje Terzin entdeckt und sang ab 1988 als Sopran-Solistin im Mädchenchor „Gusle“ ihrer Heimatstadt Kikinda.
1990 nahm sie Gesangsunterricht bei Professor Prizrenka Petković an der Isidor-Bajić-Musikschule in Novi Sad. Sie arbeitete an ihrer Mezzosopran-Stimme und bekam dafür das Stipendium „Melanija Bugarinović“. 1993 begann sie das Gesangsstudium an der Akademie für Kunst in Belgrad. Dort besuchte sie die Klasse von Professor Radmila Smiljanić. 1994 kehrte sie zur weiteren Fortbildung erneut an die Universität Novi Sad zurück und besuchte dort die Klasse von Biserka Cvejić. Sie erhielt noch im selben Jahr ein festes Engagement am serbischen Nationaltheater in Novi Sad und debütierte als Graf Orlowski in der Fledermaus von Johann Strauss. Danach folgten der erste Platz am internationalen Gesangswettbewerb „Josif Marinković“ in Novi Becej, Serbien sowie ein Engagement am Nationaltheater Belgrad als jugendlich-dramatische Mezzosopranistin. Von 1994 bis 2000 sang sie in Serbien Werke von Konstantin Babić, Josif Marinković und Oratorien unter der Leitung von Mladen Jagust, als da wären Wolfgang Amadeus Mozarts Requiem und Spatzenmesse, Bachs h-Moll-Messe sowie Antonio Vivaldis Gloria. Sie gab auch Solokonzerte (Opernarien oder Lieder von Mussorgski, Tschaikowski, Rachmaninow, De Falla, Rossini, Skerjanc, Schubert, Schumann etc.).
1997 wurde das privat geführte Opern- und Theaterhaus „Mladenianum“ in Belgrad eröffnet. Dort sang Bodražić die Rolle der Fidalma in Il matrimonio segreto von Domenico Cimarosa. Nach dieser Vorstellung erhielt sie an der Nationaloper in Belgrad die Rolle der Lucretia in der Oper The Rape of Lucretia von Benjamin Britten. Dabei zog sie die Aufmerksamkeit einiger Opernkritiker auf sich. Ab dem Jahr 2000 führte ihr Weg sie nach Deutschland und in andere europäische Länder. Dort gastierte sie u. a. in Opernhäusern in Mainz, Wiesbaden, Berlin, Halle, Dessau, Wien, Nizza, Ferarra, Piacenza, Modena, Bozen, Bern, Linz, Augsburg, Zwickau und Regensburg. Neben ihren Opernauftritten gab Jelena Bodražić europaweit Liederabende und wirkte als Solistin bei Chor- und Orchesterkonzerten mit. Ihre bevorzugten Komponisten sind Schumann, Brahms, Mahler, Poulenc und Debussy. Bei den Liederabenden unterstützten sie folgende Klavierpartner: Dragan Radivojević, Maja Lulić, Emanuele Lippi, Jean-Pierre Faber, Jürgen Schmidt und Erica le Roux. Die wichtigsten Dirigenten auf ihrem Weg waren Mladen Jagust, Bojan Sudjić, Ruben Silva, Manlio Benzi, Ralf Reuter, Leopold Hager, Michael Güttler, Michael Hoffstaetter, Noorman Widjaja und Gustav Kuhn. Während ihrer Karriere hat Jelena Bodražić mit einigen großen Persönlichkeiten der Opernwelt zusammengearbeitet, u. a. mit Zeljko Lućić, Eduardo Villa, Sue Patchell und Ewa Podleś.

## Auszeichnungen und Aufnahmen
- 1992: Stipendium der Stiftung Melanija Bugarinović
- 1994: Erster Platz beim internationalen Gesangswettbewerb „Josif Marinković“, Novi Becej, Serbien
- 1997: Finalistin beim internationalen Gesangswettbewerb „Maria Caniglia“, Sulmona, Italien
- 1998: Master Class und Stipendium bei Mady Mesplé, Frankreich
- 2000: Stipendium der Stiftung Ernst Kalkhof - Stadt Mainz und Richard Wagner - Stadt Wiesbaden
- 2000: CD Serbian Contemporary Art
- 2004: DVD Cavalleria Rusticana, L’Opera Piccola e. V., Bad Schwalbach

## Repertoire
- Lucretia, The Rape of Lucretia, B. Britten
- Azucena, Il trovatore, G. Verdi
- Ulrica, Un ballo in maschera, G. Verdi
- Amneris, Aida, G. Verdi
- Gräfin Gaschwitz, Lulu, A. Berg
- Waltraute, Götterdämmerung, R. Wagner
- Fricka, Die Walküre, R. Wagner
- Erda, Das Rheingold, R. Wagner